# Bizona
La Bizona, o Bizonia, fue el nombre dado al territorio alemán formado por la unión económica de las zonas estadounidense y británica durante la ocupación aliada de Alemania, tras la finalización de la Segunda Guerra Mundial. La fusión de ambas zonas se produjo en 1947; y en abril de 1949 se adhirió a estas la zona de ocupación francesa, formándose la Trizona. Más tarde, entre mayo y septiembre de 1949, la Trizona se convirtió en la República Federal de Alemania (conocida en esa época como Alemania Occidental).

## Origen
En la segunda quincena de julio de 1945 tuvo lugar la conferencia de Potsdam, en la que entre otros asuntos, se estableció que Alemania sería considerada como una unidad económica y que el 15 % de todo el equipamiento desmantelado de las tres zonas occidentales (como metalúrgico, químico, o industrias manufactureras) sería transferido a la zona soviética a cambio de un valor equivalente en alimentos, carbón, potasio, zinc, madera, productos de alfarería, productos derivados del petróleo, y otras materias primas. Sin embargo, las autoridades soviéticas, y especialmente las francesas, estaban interesadas en gestionar los recursos económicos de sus zonas para reparaciones de guerra, y esto frustró las aspiraciones del vicegobernador militar americano Lucius D. Clay para una administración central.
El 26 de marzo de 1946 el Consejo de Control Aliado aprobó el plan de Nivel de Industria, que presuponía tratar Alemania como una unidad económica con un programa de importación-exportación, pero los soviéticos rechazaron ese programa de importación-exportación dado que podía autoabastecer su zona y los haría subsidiarios de las zonas occidentales, así que se opusieron en tanto que no se estableciera la cantidad de las reparaciones y hasta que hubiera excedentes productivos. Los franceses también se opusieron a ese programa en tanto que mantenían su oposición a cualquier administración central en Alemania hasta que no se resolviera que el Sarre, Ruhr y Renania no cayeran dentro de esa administración central, por lo que Clay mandó interrumpir los envíos de trigo a la zona francesa el 11 de abril.
Durante la primera sesión de la segunda Conferencia de Ministros de Asuntos Exteriores de los cuatro poderes ocupantes que tuvo lugar en París, el 26 de abril, Clay intentó la puesta en marcha del programa de importación-exportación, que requeriría una administración central, y aunque tuvo el apoyo de los franceses —a cambio de apoyar sus aspiraciones en el Sarre—, los soviéticos se negaron. Los americanos dedujeron que los soviéticos no estaban interesados en tratar a Alemania como una unidad y por tanto, se sentían liberados de lo acordado en Potsdam y por tanto podían obrar libremente en Alemania ya que los soviéticos no cumplían con lo acordado. Por tanto, los americanos cesaron el trasvase de reparaciones de su zona a la zona soviética, el 3 de mayo de 1946. La segunda sesión de la Conferencia, que tuvo lugar en julio de 1946 vio el fracaso de una administración central para Alemania, y el 27 de julio se vio el acuerdo para proceder unificar económicamente las zonas americana y británica, ya que por un lado los americanos temían quedarse sin apoyo británico y los británicos querían aliviarse del peso que suponía el mantenimiento de la ocupación. En esta unificación económica, la zona británica proveía de materias prima y la zona americana, de productos manufacturados.

El 2 de diciembre de 1946 se alcanzó finalmente el acuerdo entre el secretario de Estado de EE. UU., James Byrnes, y el ministro de Asuntos Exteriores de Gran Bretaña, Ernest Bevin, para fusionar las respectivas zonas de ocupación a partir del 1 de enero de 1947 con el objetivo de desarrollar un nuevo territorio autosostenido. No obstante, semejante plan daba el primer paso hacia la división de Alemania en dos Estados diferentes, consecuencia que los vencedores de la Segunda Guerra Mundial no habían planificado.

## Bizona
El 1 de enero de 1947 las zonas de ocupación británica y americana formaron una unión económica "Área Económica Unida" (Vereinigtes Wirtschaftsgbiet: VWG), pero informalmente fue conocida por los alemanes como "Bizona" en tanto era una efectiva fusión de dos zonas de ocupación dirigidas por países diferentes. Esta unión se materializó con la creación de la JEIA (Joint Export-Import Agency) con el cometido de encargarse del comercio de la Bizona, que realizó hasta octubre de 1949. acorde con esto, la JEIA emprendió acciones para establecer acuerdos comerciales bilaterales, eliminando aranceles, como los acuerdos con Grecia, Benelux y Suiza.
Con el fin de incrementar el desarrollo de la Bizona se incrementó la producción de acero y se incluyeron alemanes en la administración de los asuntos económicos con la creación el 29 de mayo de 1947 del Consejo Económico (Wirtschaftsrat). El Consejo Económico tenía tres órganos, el Consejo Económico propiamente dicho estaba formado por 52 delegados elegidos por sufragio indirecto por los parlamentos de los ocho Estados (Länder) de la Bizona, y tenía el cometido de promulgar de ordenanzas económicas para la reconstrucción de la vida económica tras la aprobación de los ocupantes angloamericanos en el Consejo Bipartito (Zwei-Zonen-Amt); la ejecución de estas ordenanzas correspondía al Comité Ejecutivo (Exekutivrat), formado por representantes de los Estados de la Bizona, y que se encargaba de gestionar las funciones de la administración de la Bizona, además de estos dos órganos, los Directores Ejecutivos (Direktoren der Verwaltung) eran los encargados de presidir los cinco ejecutivos de los departamentos existentes. El Consejo Económico empezó su gestión el 10 de junio de 1947 en Fráncfort, y el 9 de febrero de 1948 el Estatuto de Fráncfort (Frankfurter Statut) estableció cambios en el Consejo Económico: el Comité Ejecutivo se renombró como Länderrat (con 16 miembros), se creó un Consejo Administrativo (Verwaltungsrat) formado por los Directores Ejecutivos supervisados por un moderador (Oberdirektor), y se aumentó el número de delegados del Consejo Económico hasta 104 miembros.
La fusión permitió ejecutar en la "bizona" la reforma monetaria alemana de 1948 que eliminó el antiguo Reichsmark como circulante y permitió sanear la circulación monetaria con la introducción del marco alemán y unificar la economía de las dos zonas, situación que potenciaba mucho la reconstrucción germana. Las cuestiones administrativas también se unificaron, siendo que la circulación de trenes y autos, el servicio postal y las leyes civiles quedaron uniformes a lo largo de la Bizona, eliminando las "fronteras internas" entre los sectores fusionados. Así mismo se aplicaron las fórmulas económicas estadounidenses de eliminar la excesiva influencia de los sindicatos así como las regulaciones de la producción y el proteccionismo nacionalista.
Este territorio tenía aproximadamente 39 millones de habitantes (casi cuatro veces la población de la zona soviética, incluyendo el área del Berlín Oriental), junto con refugiados de la zona soviética o de las provincias cedidas a Polonia que también se habían establecido en la Bizona; además esta región quedaba en posesión de la mayor zona industrial de Alemania: la cuenca del Ruhr, la cual pese a la destrucción sufrida aún era susceptible de reconstrucción.

## Trizona

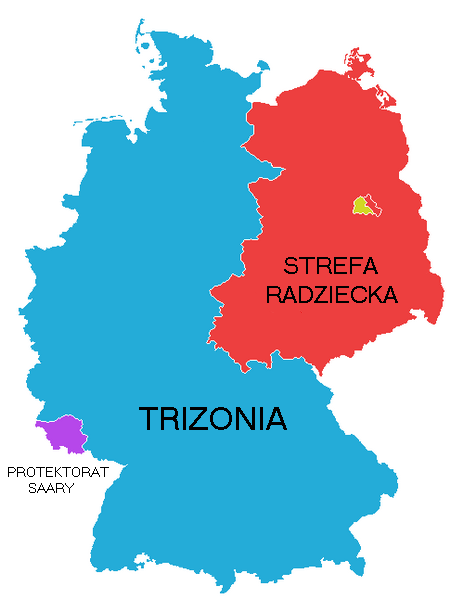
Trizona

La zona de ocupación francesa se había quedado al margen de la Bizona, y creó un organismo similar al JEIA, que fue la Office du Commerce Extérieur (OFICOMEX) Sin embargo, los meses de bloqueo de Berlín habían ahondado la división entre los soviéticos y los aliados occidentales, así que los tres poderes occidentales: EE. UU., Reino Unido y Francia, acordaron fortalecer su posición frente a la Unión Soviética como restauradores del Estado alemán en una Conferencia de Ministros de Exteriores en Washington entre el 6 al 8 de abril de 1949.
El acuerdo para ampliar la Bizona con la zona de ocupación francesa para formar la Trizona se llevó a cabo en Washington el 8 de abril de 1949. Con el establecimiento de la Trizona el OFICOMEX pasó a integrarse en el JEIA. Y en un corto plazo, se constituyó la República Federal de Alemania, el 23 de mayo la Ley Básica fue oficialmente decretada y ratificada, y el 21 de septiembre la República Federal de Alemania comenzó sus existencia, cuando entró en vigor el Estatuto de Ocupación.